# Peristicta aeneoviridis
Peristicta aeneoviridis – gatunek ważki z rodziny łątkowatych (Coenagrionidae). Występuje w Ameryce Południowej; szeroko rozpowszechniony w dorzeczu Parany, stwierdzony na terenie Paragwaju, południowej Brazylii, północno-wschodniej Argentyny i Urugwaju.